# Cineraria pulchra
Cineraria pulchra là một loài thực vật có hoa trong họ Cúc. Loài này được Cron mô tả khoa học đầu tiên năm 2006.